# Okręg Auch
Okręg Auch (fr. Arrondissement d’Auch) – okręg w południowo-zachodniej Francji. Populacja wynosi 73 400.

## Podział administracyjny
W skład okręgu wchodzą następujące kantony:
- Auch-Nord-Est,
- Auch-Nord-Ouest,
- Auch-Sud-Est-Seissan,
- Auch-Sud-Ouest,
- Cologne,
- Gimont,
- Isle-Jourdain,
- Jegun,
- Lombez,
- Samatan,
- Saramon,
- Vic-Fezensac.